# Bahía de Málaga-Cerro Gordo
Bahía de Málaga-Cerro Gordo este o arie protejată (arie de protecție specială avifaunistică — SPA) din Spania întinsă pe o suprafață de 60.984,98 ha, integral marine.

## Localizare
Centrul sitului Bahía de Málaga-Cerro Gordo este situat la coordonatele 36°40′17″N 4°06′24″W / 36.6713°N 4.1067°V.

## Înființare
Situl Bahía de Málaga-Cerro Gordo a fost declarat arie de protecție specială avifaunistică în iulie 2014 pentru a proteja 14 specii de animale.

## Biodiversitate
Situată în ecoregiunile marină mediteraneană și mediteraneană, aria protejată nu include niciun habitat protejat.
La baza desemnării sitului se află mai multe specii protejate de  păsări (14): alca (Alca torda), Calonectris diomedea, chirighiță neagră (Chlidonias niger), Hydrocoloeus minutus, Larus audouinii, pescăruș negricios (Larus fuscus), pescăruș-cu-cap-negru (Larus melanocephalus), Larus michahellis, pescăruș râzător (Larus ridibundus), rață neagră (Melanitta nigra), Puffinus mauretanicus, chiră de baltă (Sterna hirundo), chiră mică (Sternula albifrons), chiră de mare (Thalasseus sandvicensis).